# オーバーライド 巨大メカ大乱闘
『オーバーライド 巨大メカ大乱闘』（原題：Override: Mech City Brawl）は、ブラジルのゲーム開発スタジオBalanceが開発しModus Gamesより発売された3Dアクションゲーム。本作は、Balanceにとって初めてのパソコン/コンシューマゲーム機向けの商用タイトルであると同時に、Modus Gamesにとっても初めての作品でもある。日本では日本語翻訳版として3gooより発売された。
巨大ロボット同士の戦いを描いたアクションゲームである本作は、1人から4人まで対戦・協力プレイが可能であり、1台のロボットを最大4人で協力して操作することも可能である。シリーズ第2作目である『オーバーライド2：スーパーメカリーグ』は2021年8月26日発売。日本での対応機種はPlayStation 4、Nintendo Switch。

## ゲームモード
マッチメイク
ランキング、1V1、乱闘のモードを楽しめる。
VS
オンライン、オフラインで対戦を行う。
アーケード
ストーリーが楽しめるモード。1人プレイだけでなく協力プレイも可能。

## ストーリー
2か月前より、世界に虫のような巨大生命体・ゼノタイプが現れていた。
主人公であるメカバトルリーグの選手は、ゼノタイプ撃退の腕を買われ、メイビス将軍にスカウトされる。
以来、主人公は愛機を駆ってゼノタイプとの戦いに身を投じるようになった。

## 登場メカニック
ウォッチボット (Watchbot)
青いボディーカラーの人型メカ。ヒーロー然とした形状をしている。
アーケードモードでは、ウォッチボット2.0が登場する。
また、アーケードモードでセテッシュを選択した場合は、ライバルとして登場する。
メタゲコン (Metageckon)
翼のない二足歩行型ドラゴンのような形状のメカ。必殺技では剣をもって敵を一刀両断する。
クリスタル (Crystal)
ピンク色の魔法少女のような姿をした人型メカ。敵を凍結させる能力を持ち「氷の女王」の異名を持つ。
シフ
カンフーの達人のような姿をしたメカ。
マイア
猫と忍者を合わせたようなメカ。
ロッカ
インカの石像をモチーフとしたメカ。必殺技はロケットパンチ。
セテッシュ

### DLCを初出とする機体
スターダスト
馬をモチーフとしたメカ。必殺技では頭頂部がドリル状に変化する。
マエストロ
芸術家をモチーフとしたメカ。
3色の「スピリットノート」と呼ばれるオーブを用いた戦法をとり、「パーティーファイア」（赤）は相手を追尾してダメージを与え、「リズムフィーバー」（黄）は相手のヒートゲージを上昇させてオーバーヒートに持ち込み、「スローダンス」（青）は相手の動きを遅くする。また、必殺技である「ファイナルキャスト／クレッシェンド」は、召喚した全ての「スピリットノート」を用いて相手を攻撃する。
2019年5月16日より配信開始。

## 登場人物
ヨシオ
ウォッチボットのパイロット。
イズマ
ロッカのパイロットである女性。
マリカ
セテッシュのパイロットである女性。

## 制作
本作はグローバルゲームジャムにて発表されたプロトタイプを元にしている。
このプロトタイプは、「巨大メカの一部を制御して、みんなで遊ぶ」というコンセプトのもと、巨大メカ版『オクトダッド -タコと呼ばないで-』のような雰囲気の、協力プレイを重視した作品として制作された。巨大メカを複数人で制御するというアイデアは『パワーレンジャー』や『パシフィック・リム』に影響を受けている。また、メカの操縦方法についてのアイデアは、『天元突破グレンラガン』といった合体ロボットをモチーフにした作品からヒントを得て取り入れられた。
開発チームは膨大な量のアクションをコントローラにマッピングする作業に苦戦し、直感的な操作の実現を優先するために、当初予定されていた操作の導入を見送ることもあった。
本作の開発スタッフ中には『ストリートファイター』や『キラー・インスティンクト』といった対戦型格闘ゲームの開発に参加した者もいたが、ゲーム性が異なる本作ではそのノウハウが通用しないことから、開発にあたって検討を重ね、『Bloodborne』のような対戦要素のあるゲームの研究も行われた。
コンセプトアートを担当したカタリナ・バルタールは、最初期に見た目やメカのデザインに合わせて様々な国籍のパイロットを設定し、その流れでステージを設定した。
また、メカデザイナーであるペドロ・カタルディは多様性を持たせるために、できるだけ多くの異なるスタイルを取り入れ、多くのキャラクター案をつくりだした。
たとえば、クリスタルは機械の魔法少女というコンセプトが設定され、『カードキャプターさくら』といった日本の魔法少女アニメに影響を受けたデザインが設定された。
多くのパイロットはメカのビジュアルに合わせているが、意外性を狙うため、あえてその法則からはずれたものもある。たとえば、マイア（Mya）というメカのデザインは猫と忍者をモチーフとしているが、パイロットは中東系の男性として設定されている。プロデューサーのアンドリュー・D・グェンは、日本のアニメを愛する中東の子どもたちを知ってほしいからこの組み合わせにしたとファミ通とのインタビューの中で話している。
アクセサリー機能はゲームにユーモアを与えるため、スキン機能はメカに人間性を与えるために、それぞれ取り入れられた。スキンには恐ろしげなものやふざけたものなど様々なものが存在しており、様々な分野から題材がとられた。たとえばシフのスキンであるエンペラーは、機体の起源を表現するため、中国の皇帝がモチーフとして選ばれた。

## 反響

### 評価
Game Watchの池紀彦は、巨大ロボットに実際に搭乗した時の雰囲気がよく出ていると評価し、誰がどの部位を操作しているのかわかりにくい分、わいわいと話しながら試行錯誤するのが楽しいと評した。
一方で、池はロボットの重厚さが際だった分破壊されるオブジェクトの崩れ方が軽すぎる点やパイロットの存在感がアーケードモードでしか感じられない点を指摘した。
また、池はアーケードモードで進行状況が示されない点も指摘した。
ファミ通のウワーマンは、4人で操縦するモードについて「思うように動かせないという感覚は、かなり新鮮な体験で刺激的だった。」と評し、パーティーゲームのような感覚で楽しむとよいとしている。